# Hanstholm - historien om en havn
Hanstholm - historien om en havn er en dansk dokumentarfilm fra 2007 med instruktion og manuskript af Jørgen Vestergaard.

## Handling
Et nutidsbillede og et tilbageblik på Hanstholms historie og kampen for en havn på vestkysten.